# Gorenje Jezero
Gorenje Jezero je naselje u slovenskoj Općini Cerknici. Gorenje Jezero se nalazi u pokrajini Notranjskoj i statističkoj regiji Notranjsko-kraškoj. 

## Stanovništvo
Prema popisu stanovništva iz 2002. godine naselje je imalo 82 stanovnika.